# 釧路重工業

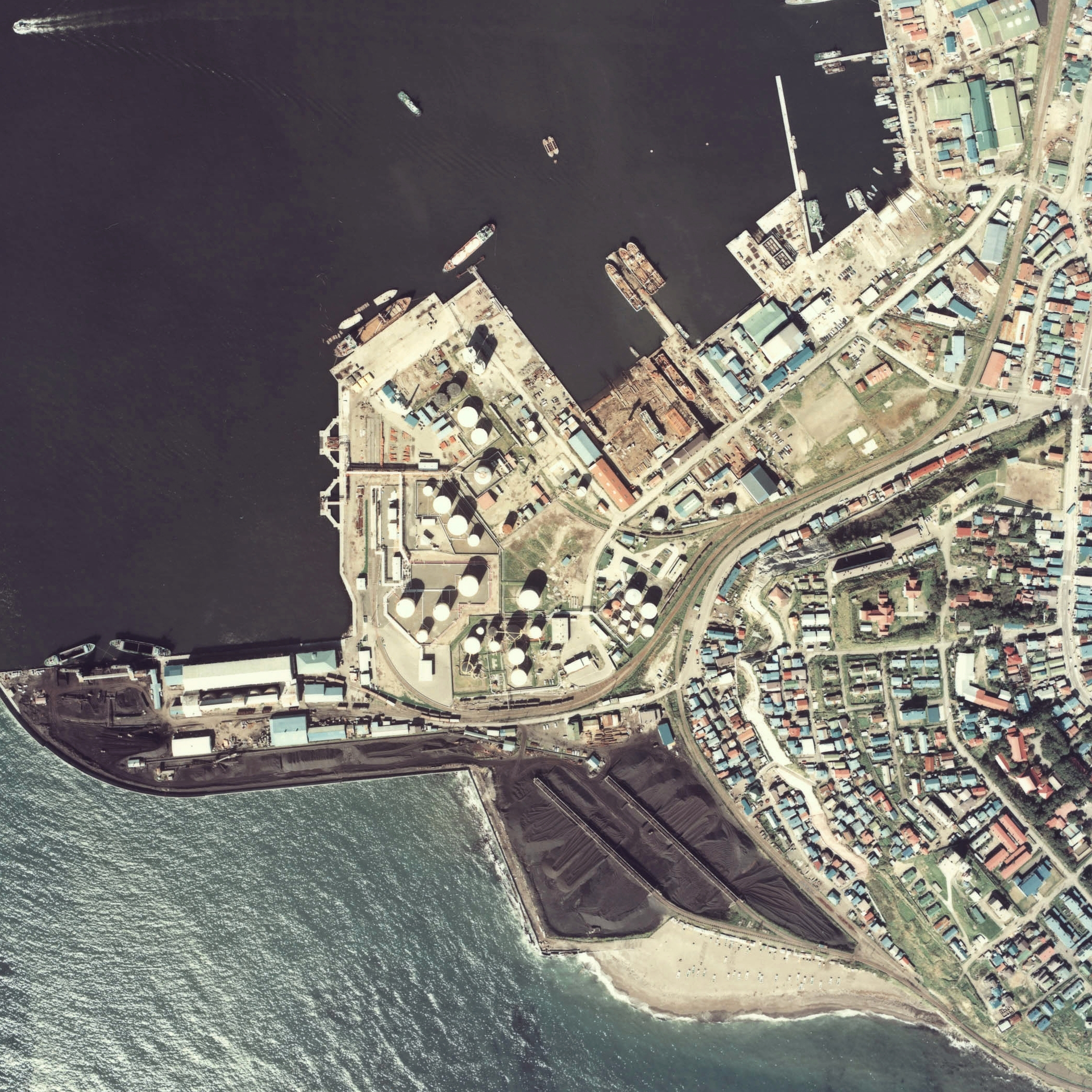
釧路東港知人町周辺（1977年）。画面中央付近やや上、コの字形の岸壁の地区に本社工場がある。

釧路重工業株式会社（くしろじゅうこうぎょう）は、北海道釧路市に本社・造船所を置く造船・船舶修繕事業者である。

## 概要
会社設立は1968年（昭和43年）11月8日である。入渠能力2,000総トンの乾ドックを備える道東地区最大の造船所であり、道東地区の沖合底曳き網漁船や内航船・官公庁船等の修繕、漁船や作業船等の建造を行っている。国土交通省による舶用内燃機関サービス・ステーション（SS）の証明を取得している。
陸上部門では、浄水場・下水処理場施設の工事や油槽所施設の配管工事・タンク底板取替工事などを手掛ける。
釧路市に本社工場・浜町工場を、札幌市に札幌支店を、小樽市に札幌支店銭函工場を置いている。

## 主要設備

### 本社
- 乾ドック：長さ91.10m×幅17.00m×深さ9.20m 入渠能力2,000GT[3][6]
- 第1号船台：収容能力485t[3][6]
- 第2号船台：収容能力485t[3][6]
- 係船桟橋（艤装・修繕用）：延長100m[1][3]
- 高脚走行ジブクレーン：30.0t×1基（乾ドック） 10.4t×1基（艤装・修繕桟橋）[3][6]
- 塔型クレーン：30t×1基（引揚船台）[3][6]

### 浜町工場
- 上架船台：5本[6]
- 塔型クレーン：7.5t×1基（上架船台）[6]

## 沿革
- 1968年（昭和43年）11月8日 - 設立[2][3]。